# Historia de las capitales de los Territorios del Noroeste
La historia de las capitales de los Territorios del Noroeste comienza con la compra de los Territorios en 1869 por parte de Canadá a la Compañía de la Bahía de Hudson y comprende una diversa y a menudo difícil evolución. Los Territorios del Noroeste son únicos entre las provincias y territorios de Canadá ya que han tenido siete ciudades capitales diferentes en su historia. El territorio ha cambiado la sede de su gobierno por diversas razones, incluyendo conflictos civiles, el desarrollo de la infraestructura y la modificación de las fronteras territoriales.
El resultado de estos cambios ha sido un largo y complejo camino hacia un gobierno responsable. Proporcionar servicios adecuadamente y representar efectivamente a la población han sido retos particulares para el gobierno de los Territorios, tarea a menudo complicada debido a la enorme extensión del área. Un pequeño número de comunidades de los Territorios del Noroeste han intentado sin éxito convertirse en la capital a través de los años. El territorio ha tenido la sede de su gobierno fuera de sus fronteras dos veces en su historia. La única división política de Canadá sin sede gubernamental dentro de sus límites territoriales además de los Territorios ha sido el desaparecido Distrito de Keewatin, que existió de 1876 a 1905.
El término "capital" se refiere a las ciudades que han servido como sede de la Asamblea Legislativa de los Territorios del Noroeste, la rama legislativa del gobierno de los Territorios. En Canadá, es habitual para los gobiernos a nivel provincial y territorial que el poder legislativo y ejecutivo se encuentren establecidos en la misma ciudad. Los Territorios del Noroeste, sin embargo, tuvieron una capital administrativa y una legislativa entre 1911 y 1967. Es la única provincia o territorio en la historia de Canadá en haber tenido tal disposición.
A principios de los años 1980 el territorio comenzó un proceso que finalmente lo dividiría. Una nueva capital fue necesaria para el nuevo territorio de Nunavut, creado a partir de la mitad oriental de los Territorios del Noroeste que existieron de 1911 a 1999. Para llevar a cabo estos cambios se celebró un referéndum entre los residentes territoriales.

## Fort Garry, Manitoba (1870-1876)

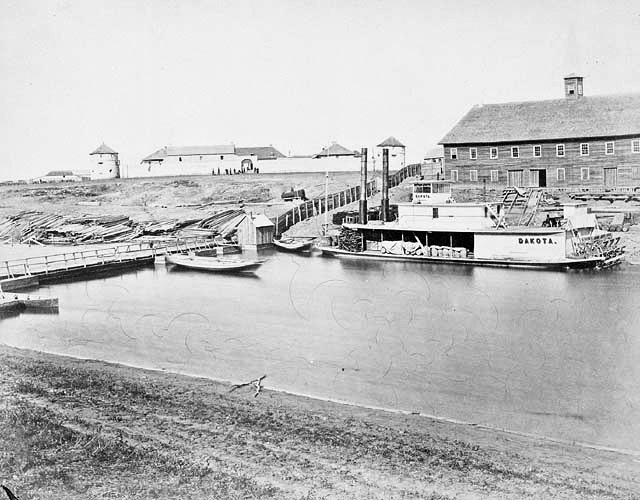
Fort Garry a principios de los años 1870.

El Gobierno de Canadá compró el llamado Territorio del Noroeste y la Tierra de Rupert a la Compañía de la Bahía de Hudson en 1869. Los dos territorios adquiridos se encontraban muy deshabitados en aquella época, consistiendo en su mayor parte de tierras salvajes sin explorar. El Gobierno de Canadá decidió fusionar ambas propiedades en una sola jurisdicción. Los territorios comprados son una gran parte de la superficie que hoy en día conforma Canadá.
En 1869, según el Acta de la Tierra de Rupert, el diputado de Ontario William McDougall fue nombrado el primer Teniente Gobernador de los Territorios del Noroeste y fue enviado a Fort Garry, Manitoba, para establecer un gobierno formal sobre las tierras recientemente adquiridas. La toma de poder se retrasó hasta 1870 debido a la Rebelión de Red River, en la que un pequeño grupo dirigido por Louis Riel se oponía a la transferencia territorial al gobierno canadiense. El grupo interceptó a McDougall cerca de la frontera de Ontario y lo obligó a marcharse. Riel negoció la división de una sección del nuevo territorio para crear la Provincia de Manitoba.
El 15 de julio de 1870, la recién creada Provincia de Manitoba y el resto de los Territorios del Noroeste entraron formalmente en la Confederación Canadiense. Dos jurisdicciones permanecieron parcialmente co-afiliadas: según el Acta de Gobierno Provisional de 1870, un Consejo Provisional del Noroeste fue nombrado a partir de los miembros de la nueva Asamblea Legislativa de Manitoba y el líder del gobierno territorial sería el Teniente Gobernador de Manitoba. El Gobernador y el Consejo fueron enviados a gobernar los Territorios conforme al Acta de Manitoba, aunque ejercieron su gobierno fuera de las fronteras de los Territorios del Noroeste.

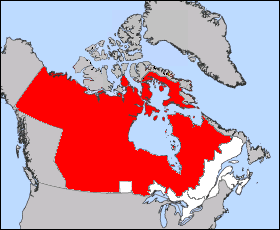
Fronteras de Canadá en 1870. Los Territorios aparecen en rojo y Manitoba es el pequeño cuadrado blanco.

Fort Garry sirvió como la primera sede de gobierno para ambas jurisdicciones. En los años 1870, Fort Garry era en realidad dos asentamientos diferentes: el asentamiento principal conocido como Alto Fort Garry, y Bajo Fort Garry, 32 kilómetros río abajo del río Rojo del Norte.
El gobierno provisional se estableció por primera vez en 1872 y era renovado por una legislación federal cada año hasta que se llegó a una solución permanente para el mismo. El gobierno federal renovó al Consejo Provisional por última vez en 1875 y eligió una nueva localización para formar un nuevo gobierno dentro de las fronteras de los Territorios del Noroeste. Junto con la nueva sede del poder, un nuevo y mucho más pequeño consejo fue designado junto con otro Teniente Gobernador para encargarse específicamente de los Territorios. El traslado del gobierno, el nuevo consejo y el Teniente Gobernador tomarían el poder en 1876.
Después de que el gobierno territorial se mudara de Fort Garry, la ciudad evolucionó para convertirse en lo que hoy en día es Winnipeg, Manitoba. Winnipeg continúa siendo la sede del gobierno de la provincia de Manitoba. La ciudad también sirvió brevemente como la sede del gobierno del ahora desaparecido Distrito de Keewatin de 1876 a 1905. El Bajo Fort Garry fue declarado un Sitio Histórico Nacional.

## Fort Livingstone, Territorios del Noroeste (1876-1877)

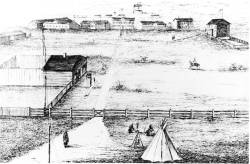
Dibujo de Fort Livingstone en 1877.

El Acta de los Territorios del Noroeste de 1875 disolvió al Consejo Provisional del Noroeste y designó un gobierno permanente que comenzó su labor el 7 de octubre de 1876. La nueva sede del gobierno fue llamada Fort Livingstone, en la actual Saskatchewan, al oeste de Manitoba. Fort Livingstone sirvió más como un pequeño puesto fronterizo que como una ciudad capital, y el sitio se convirtió en una capital temporal que se utilizaría hasta que se determinó la ruta que seguirían las vías del ferrocarril.
La recién creada Policía Montada del Noroeste, predecesora de la actual Policía Montada del Canadá, también estableció su primer cuartel general brevemente en Fort Livingstone en 1875, y de hecho serían quienes fundaron el pueblo. El Cuartel General de la Policía Montada del Noroeste de Swan River, en Fort Livingstone, se convirtió en la sede temporada de las sesiones del consejo legislativo así como la oficina del Teniente Gobernador.
Las fuerzas policiacas se mudaron a Fort Macleod en 1876 para tomar medidas duras contra el tráfico de whisky. En 1877, el Teniente Gobernador David Laird ordenó que se abandonara el asentamiento. La sede del gobierno fue trasladada a Battleford para estar más cerca del Canadian Pacific Railway (CPR), el cual se encontraba en construcción y originalmente se planeó que pasara por Battleford.
Fort Livingstone fue destruido completamente por un incendio en 1884. El asentamiento moderno más cercano al original Fort Livingstone es Pelly, Saskatchewan, cuatro kilómetros al sur. El fuerte a veces es llamado Fort Pelly o Swan River. El Fuerte Livingstone fue declarado Patrimonio Provincial de Saskatchewan y no tiene población residente.

## Battleford, Territorios del Noroeste (1877-1883)

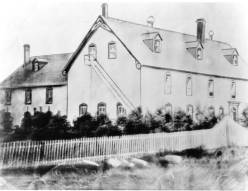
Casa de Gobierno en Battleford, el primer edificio legislativo permanente en los Territorios del Noroeste.

El gobierno de los Territorios del Noroeste se trasladó a Battleford en 1877 bajo las órdenes del Teniente Gobernador. Se suponía que Battleford sería la capital permanente de los Territorios. La ciudad fue elegida porque se pensaba que estaría comunicada a través del Canadian Pacific Railway.
El gobierno en Battleford vería grandes avances en cuanto a su objetivo de formar un gobierno responsable. Por primera vez, en la asamblea hubo miembros elegidos democráticamente además de miembros designados. Las elecciones en el territorio se volvieron una realidad después de la ordenanza de elección de los Territorios del Noroeste de 1880. Fueron creados los primeros distritos electorales por proclamaciones reales. La primera elección tuvo lugar en 1881.
Battleford acogió la primera visita real oficial en Canadá occidental, cuando el marqués de Lorne y la princesa Louise Caroline Alberta visitaron los Territorios en 1881.
El primer edificio legislativo en los Territorios del Noroeste y residencia del Teniente Gobernador, llamado "Casa de Gobierno NWT", fue completado y usado por el gobierno territorial hasta 1883. Después de que el gobierno se mudara el edificio se conservó como Sitio Histórico Nacional hasta que se destruyó en un incendio en 2003.
Después de consultarlo con los directivos del Canadian Pacific Railway, el Teniente Gobernador Edgar Dewdney tomó la decisión de trasladar la capital a Regina, en el actual territorio de Saskatchewan, en junio de 1882. La decisión de mudar la capital fue muy polémica entre el público debido a que Dewdney tenía posesiones en Regina. Fue acusado de tener un conflicto de intereses entre sus asuntos privados y las necesidades del gobierno.

## Regina, Territorios del Noroeste (1883-1905)

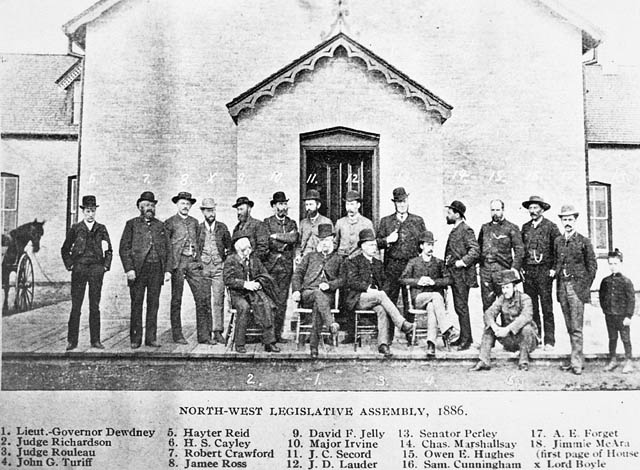
Miembros de la Asamblea Legislativa de pie afuera de la legislatura en Regina alrededor de 1886.

Regina fue confirmada como la nueva capital territorial el 27 de marzo de 1883, y Edgar Dewdney ordenó que el gobierno se trasladara al sur para acercarse al ferrocarril que pasaba por Regina. Comenzó la formación de una nueva asamblea legislativa. En Regina, el gobierno continuó creciendo ya que el tamaño del asentamiento se incrementó rápidamente. Después de la quinta elección general en 1902, la asamblea legislativa tenía el mayor número de miembros en la historia de los Territorios del Noroeste.
El gobierno en Regina tuvo dificultades para administrar los servicios en el vasto territorio. La llegada de inmigrantes y la responsabilidad por el Klondike, así como la lucha constante con el gobierno federal sobre los limitados poderes legislativos y los mínimos ingresos, obstaculizaron la efectividad del gobierno. Durante este periodo, el gobierno lentamente otorgó poder a los miembros electos. En 1897, después de que el control del consejo ejecutivo fuese cedido a los miembros electos de los Tenientes Gobernadores, se llegó a un breve periodo de partidos políticos que desafió el modelo consensual de gobierno que había sido usado desde 1870.

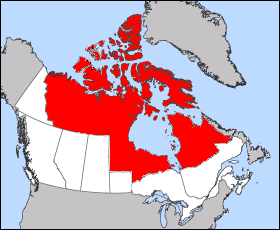
Las partes restantes de los Territorios del Noroeste aparecen en rojo, después de los cambios territoriales de 1905.

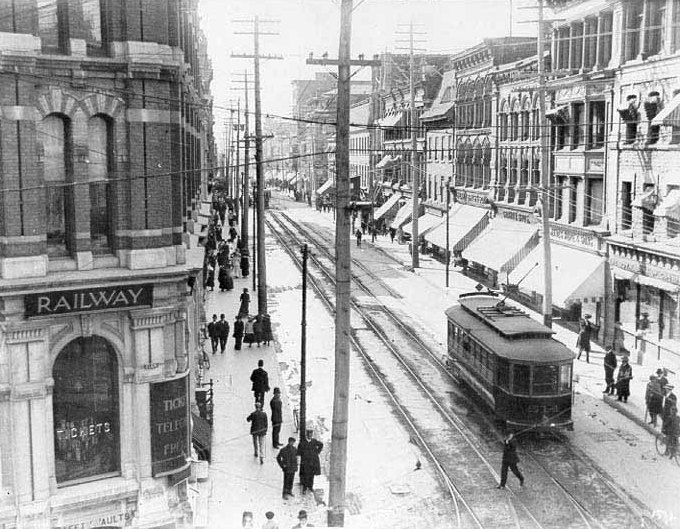
A miles de kilómetros de los Territorios, el gobierno operó desde la Calle Sparks en Ottawa por 62 años.

El gobierno territorial, bajo la dirección del primer ministro Frederick Haultain, llegó al acuerdo con el Gobierno Federal de Canadá a principios de 1905 de llevar poderes provinciales a los Territorios. Esto desembocó en la creación de las provincias de Saskatchewan y Alberta a partir de la parte más meridional y más poblada del territorio. El resto de los Territorios del Noroeste continuaron existiendo, reducidos a su parte norte interior, escasamente poblada. Las partes restantes del territorio retrocedieron al estatus constitucional de los años 1870, con una población severamente limitada, y cayeron bajo el control del gobierno federal. Un nuevo consejo fue convocado en Ottawa, Ontario, para que se encargara de la región.
El Edificio de la Administración Territorial fue declarado Sitio Histórico por el gobierno de Saskatchewan después de que el gobierno de Saskatchewan lo restaurara en 1979. El gobierno territorial no tendría otra asamblea legislativa propia y permanente hasta 1993. A partir de 1905, Regina pasó a ser la capital de la provincia de Saskatchewan.

## Capital legislativa de Ottawa, Ontario (1905-1967)
En 1905, bajo la dirección de Wilfrid Laurier, la sede del gobierno de los Territorios del Noroeste fue trasladada a Ottawa, Ontario, la capital de Canadá. Este cambio se realizó cuando los Territorios del Noroeste fueron degradados al estatus constitucional que tenían en 1870 después de que Alberta y Saskatchewan se separaron del territorio el 1 de septiembre de 1905. Después de que las regiones pobladas del territorio formaran sus propias jurisdicciones, quedaron muy pocos asentamientos con población significativa en el territorio, así como muy poca infraestructura. La restante población no-inuit se estimaba en un total de cerca de 1000 personas. Los inuit no eran tomados en cuenta en aquella época porque no tenían ningún estatus según la ley canadiense y aún no estaban asentados en pueblos o villas.
En el periodo de 1905 a 1921 que se vivió sin un consejo, el gobierno de los Territorios era pequeño pero aun así activo. Un pequeño número de funcionarios fueron enviados a Fort Smith para establecer el pueblo como la nueva capital en 1911. El gobierno federal aún les proporcionaba un presupuesto para encargarse de los servicios básicos y el Comisionado Frederick D. White administró los territorios durante ese periodo. Durante este lapso de 16 años en el gobierno legislativo, no se crearon nuevas leyes, y los Territorios y su población estuvieron severamente descuidados aun con los servicios proporcionados en esa época.
La primera sesión del nuevo consejo fue convocada en 1921, 16 años después de que el gobierno hubiera sido disuelto en Regina. Este gobierno no contenía ni un solo miembro que fuera residente de los Territorios. El consejo durante este periodo estuvo compuesto principalmente por funcionarios civiles de alta jerarquía que vivían y trabajaban en Ottawa. La primera persona desde 1905 en formar parte del consejo que realmente residiera dentro de los Territorios fue John G. McNiven, quien fue designado en 1947.
Finalmente el consejo prestó más atención a las necesidades del territorio y la democracia regresó a los Territorios en 1951 en la sexta elección general. Después de la elección, el consejo era algo parecido a un organismo vagabundo, con sedes alternativas en Ottawa y varias comunidades de los Territorios del Noroeste. El consejo sostenía reuniones en gimnasios escolares, salones comunitarios o en cualquier estructura que se pudiera adaptar. El consejo incluso transportaba implementos ceremoniales para llevar a cabo las reuniones, tales como la silla y el mazo del orador. Ambos son artefactos tradicionales comunes en los parlamentos de estilo Westminster.
Cuando las sesiones se realizaban en Ottawa, el consejo se reunía en un edificio de oficinas en la Calle Sparks. El gobierno de los Territorios del Noroeste aún tiene una oficina en esta calle. En 1965, una comisión del gobierno federal fue convocada para determinar un nuevo hogar para el gobierno y el futuro del territorio. La sede del gobierno fue trasladada de nuevo dentro de los Territorios hacia Yellowknife, después de que esta ciudad fuera elegida como la capital en 1967.

## Capital administrativa de Fort Smith, Territorios del Noroeste (1911-1967)

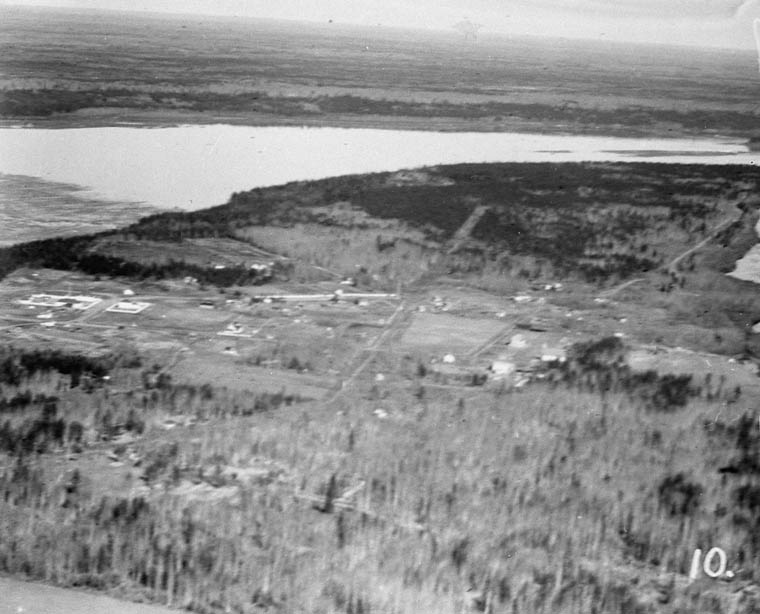
Fort Smith en los años 1920.

Fort Smith se convirtió en el centro oficial de la administración y el transporte en los Territorios del Noroeste en 1911. Esto marcó los primeros servicios proporcionados por el gobierno territorial en 6 años. Los primeros servicios incluían un agente del Departamento de Asuntos Indígenas, un médico y una estación de la Policía Montada Canadiense.
Fort Smith fue elegido para recibir la administración pública debido a su ubicación geográfica y nivel de desarrollo. La comunidad era una de las pocas que tenían servicio de barcos de vapor desde las estaciones en Alberta y acceso a las vastas vías fluviales en el territorio. La comunidad era la más accesible para el gobierno y la comunidad mejor desarrollada más cercana a Ottawa.
Fort Smith acogió la administración pública en los Territorios oficialmente hasta 1967. El pueblo continuó acogiendo la administración pública muchos años después de que Yellowknife fuera elegida capital, ya que la infraestructura aún no se había desarrollado en la nueva capital en ese tiempo.
Fort Smith fue considerado como capital potencial por la Comisión Carrothers. La comisión consideró a Fort Smith basándose en el hecho de que el pueblo ya contaba con la administración pública y las redes de transporte.
La comisión finalmente se decidió por Yellowknife ya que se encontraba más cerca que cualquier otro asentamiento del centro geográfico de las antiguas fronteras de los Territorios del Noroeste. La Comisión también descubrió un consenso general entre los residentes territoriales de que Yellowknife sería preferida como sitio potencial para ser la capital territorial. Una razón secundaria para elegir a Yellowknife por encima de Fort Smith fue que querían que la nueva capital fuera algo más que sólo un pueblo gubernamental.

## Comisión Carrothers

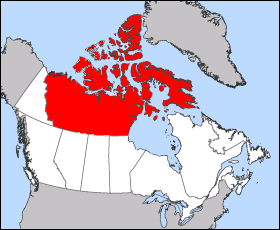
La Comisión Carrothers decidió que el sitio lógico para una nueva capital era cerca del centro geográfico del territorio. Este mapa muestra las fronteras del mismo de 1912 a 1999.

La Comisión Consultora para el Desarrollo del Gobierno en los Territorios del Noroeste, generalmente conocida como la Comisión Carrothers, marcó un momento decisivo en la historia moderna de los Territorios del Noroeste.
La Comisión fue convocada por el Gobierno de Canadá en 1965 para evaluar y recomendar cambios en los Territorios del Noroeste y así resolver una serie de asuntos pendientes correspondientes a la autonomía en el norte del país. Uno de los efectos más notables y duraderos de la comisión fue la elección de una nueva sede para el gobierno territorial. Con la comisión, por primera vez el Ártico oriental se haría escuchar en el gobierno territorial, ya que la comisión le permitió a los residentes orientales elegir miembros de la Asamblea Legislativa.
En años anteriores, la decisión de cambiar la sede del gobierno siempre se había tomado sin consultar a los residentes de los Territorios del Noroeste. Edgar Dewdney, por ejemplo, quien tomó la decisión de trasladar la capital de Battleford a Regina, afrontó la controversia debido a que tenía propiedades en Regina. Cuando el gobierno territorial fue trasladado a Ottawa, a menudo el gobierno se sintió ofendido por encontrarse tan lejos.
El líder de la comisión —Alfred Carrothers— y su equipo pasaron dos años visitando prácticamente cada comunidad del territorio y consultando a los residentes, líderes de las comunidades, gente de negocios y políticos territoriales. La información recolectada después de dos años de consultas fue usada para decidir la localización de la nueva capital.
La comisión investigó y consideró cinco comunidades para la capital. Hay River, Fort Simpson, Fort Smith, Inuvik y Yellowknife. La comisión eligió a Yellowknife debido a su localización central, sus redes de transporte y base industrial, así como por las preferencias de los residentes. La mayor parte de la gente en los Territorios creía que Fort Smith ganaría ya que ahí se encontraba la administración pública de los Territorios.
Después de la selección de Yellowknife como capital, muchos residentes en el Ártico oriental continuaron sintiéndose sin representación por el nuevo gobierno y muchos movimientos y grupos fueron formados para remediar la situación. El resultado sería el plebiscito de división de los Territorios del Noroeste de 1982; el territorio optó por dividirse en este y oeste. Poco después surgiría el debate sobre la localización de las nuevas capitales.

## Yellowknife, Territorios del Noroeste (1967-presente)

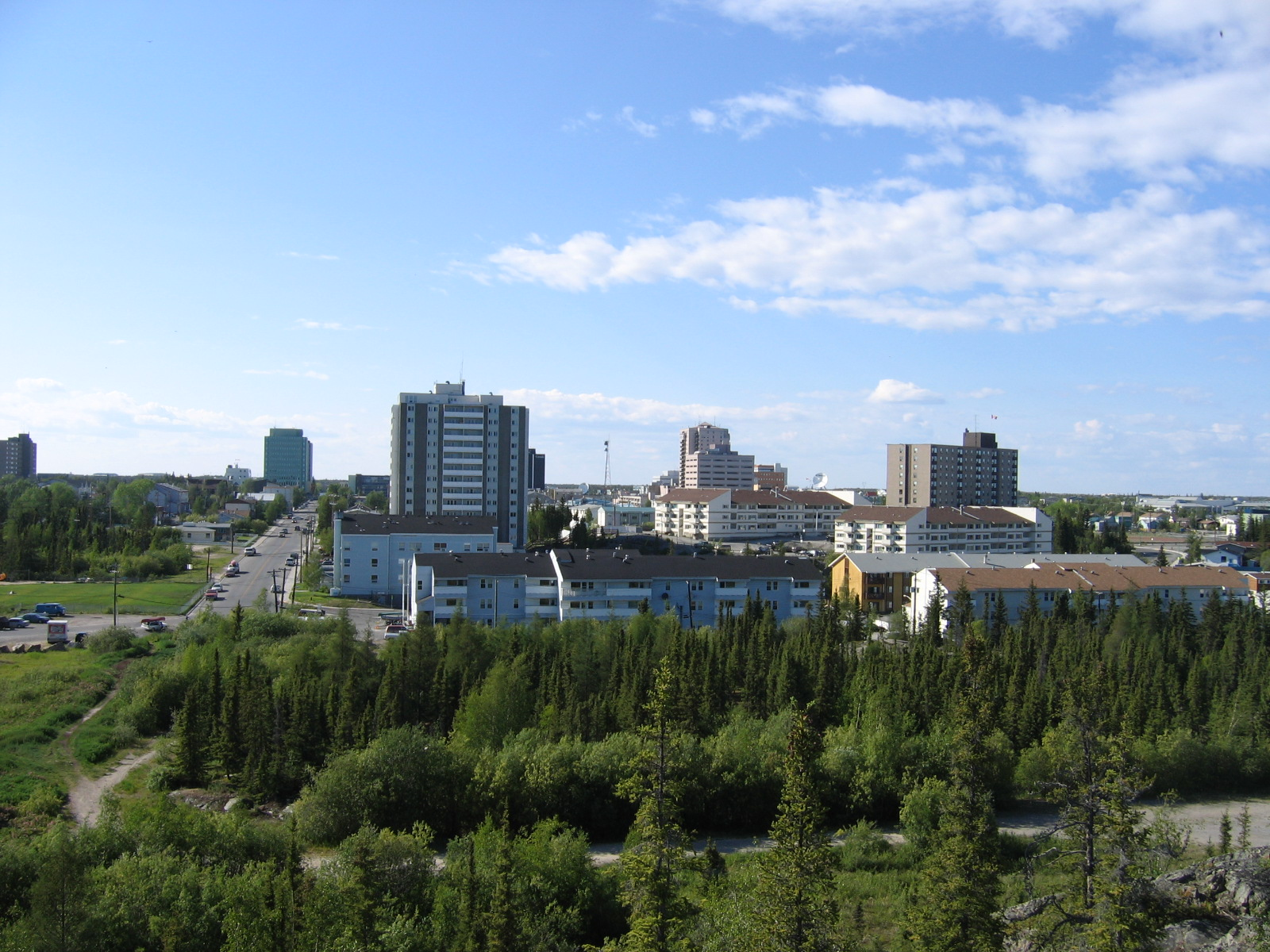
Vista general de la ciudad de Yellowknife.

Yellowknife se convirtió oficialmente en la nueva capital el 18 de septiembre de 1967 después de que la Comisión Carrothers completara su estudio intensivo para decidir la futura dirección política del norte.
Después de que Yellowknife fuera elegida como la capital permanente en 1967, quedó claro que aún no estaba lista para servir como sede del gobierno. En los años siguientes se vio que la infraestructura de la ciudad se desarrollaba lentamente. La mayor parte de la administración permaneció en Fort Smith por muchos años y el consejo gobernante continuó existiendo sin un hogar permanente. El consejo continuó con su costumbre de celebrar sesiones legislativas por todo el territorio hasta que fue construido un nuevo edificio para la asamblea legislativa en 1993.
El gobierno territorial moderno ha madurado en Yellowknife para convertirse en uno efectivo y responsable, y ampliamente capaz de proporcionar la representación efectiva de sus constituyentes. La administración pública ha sido consolidada efectivamente en la ciudad de Yellowknife y ha recuperado el control de las elecciones territoriales de Elections Canada. La educación ahora está bajo la jurisdicción del gobierno territorial y al territorio se le han proporcionado más poderes que al resto de las provincias. Incluso el gobierno federal se ha planteado la posibilidad de que los territorios adquieran el estatus provincial en el futuro.
Los Territorios del Noroeste marcaron una nueva era cuando el consejo se trasladó a un edificio legislativo recién construido el 17 de noviembre de 1993. La nueva asamblea legislativa fue el primer edificio construido específicamente para el gobierno de los Territorios del Noroeste desde que el gobierno se había establecido en Regina 72 años antes. El edificio legislativo fue construido presentando temas derivados de la cultura inuit, lo que trataba de mostrar que el gobierno era sensible ante la etnicidad de la población residente.
A pesar del entusiasmo inicial, los residentes de la mitad oriental del territorio rápidamente se sintieron ignorados por el gobierno establecido en Yellowknife. La presión por nueva representación para el Ártico oriental comenzó a dividir al territorio. En 1980 la asamblea legislativa aprobó una moción aceptando realizar un sondeo entre los habitantes acerca de la posible división del territorio. Un plebiscito no vinculante basado en la moción fue realizado entre los habitantes en 1982, y la mayoría de los ciudadanos estuvieron de acuerdo con una separación. El gobierno territorial le entregó los resultados al gobierno federal para su aprobación para comenzar a trabajar en una división más del territorio.

## Selección de una nueva capital para Nunavut

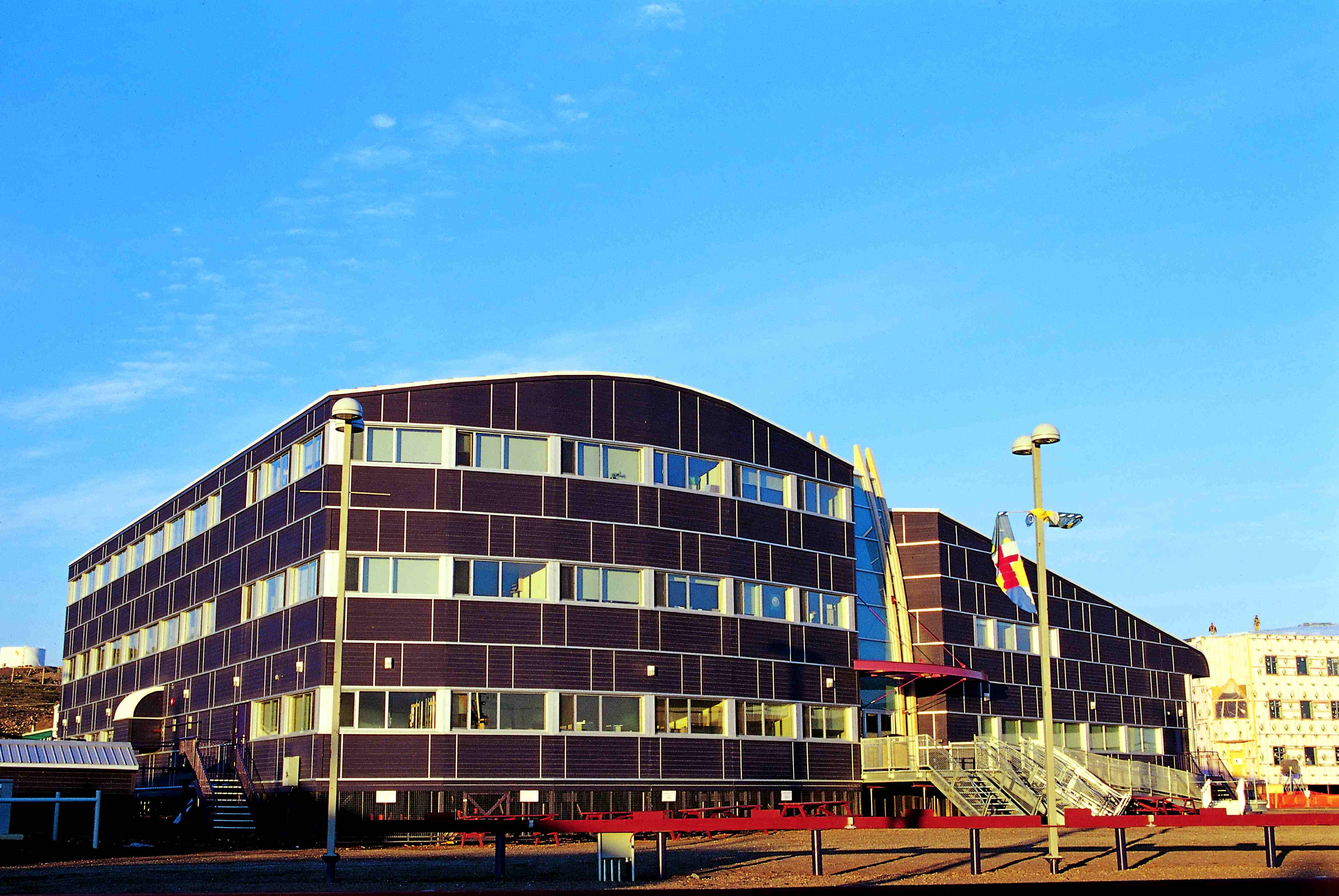
Edificio de la Asamblea Legislativa de Nunavut en Iqaluit.

La necesidad de elegir una nueva ciudad capital para Nunavut —el territorio creado a partir de la división mencionada— surgió después de que los residentes de los Territorios del Noroeste votaran para dividir el territorio a la mitad, en el Plebiscito de división de los Territorios del Noroeste de 1982. Con un 57 % de los votos a favor de la división, un debate significativo y divisor tuvo lugar por muchos años más tarde entre todos los niveles de gobierno. Entre los temas más importantes estaba qué comunidad recibiría el honor de convertirse en la nueva sede del gobierno. La idea de un plebiscito para elegir la capital vino después de años de altercados, indecisiones y pasividad tanto con los oficiales del gobierno federal como con los del gobierno territorial.
Los antiguos miembros del Parlamento Jack Anawak y Ron Irwin encabezaron el intento de realizar un plebiscito en enero de 1994. La idea de un plebiscito fue recibida con resistencia por parte de la Comisión de Implementación de Nunavut. En septiembre de 1995 Irwin y Anawak programaron una reunión a puerta cerrada apresuradamente planeada entre los funcionarios y burócratas federales y territoriales. Después de la reunión, Ron Irwin anunció las intenciones de celebrar un plebiscito, aturdiendo al territorio.
El plebiscito para escoger una nueva capital sólo fue celebrado en las regiones de los Territorios del Noroeste que estaban consideradas para formar parte del nuevo territorio de Nunavut. El plebiscito de la capital fue el tercero en una serie de cuatro plebiscitos realizados para dar forma al territorio.
La carrera por convertirse en la capital comenzó con tres comunidades contendientes: Cambridge Bay, Iqaluit y Rankin Inlet. Cambridge Bay decidió retirarse antes de la competencia e hizo una campaña por un gobierno descentralizado para Nunavut sin una capital designada. Iqaluit era la favorita para ganar el plebiscito por el simple hecho de que contenía la mayor base votante.
El 11 de diciembre de 1995 las votaciones se abrieron para el plebiscito. Las boletas del plebiscito fueron transportadas y contadas en una misma localización para que los resultados locales de la votación nunca fueran publicados. El propósito de esto era prevenir la animosidad entre las comunidades que competían por convertirse en la capital. Iqaluit, como se esperaba, derrotó a Rankin Inlet, pero con un estrecho margen de votos.